# Ella (Sri Lanka)
Pour les articles homonymes, voir Ella.
Ella (en singhalais : ඇල්ල ; en tamoul : எல்ல) est une ville du Sri Lanka située dans la province d'Uva dans le district de Badulla. En 2012 elle comptait 44 763 habitants.